# Saint-Hilaire-Peyroux
Saint-Hilaire-Peyroux este o comună în departamentul Corrèze din centrul Franței. În 2009 avea o populație de 894 de locuitori.

## Evoluția populației
| An        | 1975 | 1982 | 1990 | 1999 | 2006 | 2009 |
| --------- | ---- | ---- | ---- | ---- | ---- | ---- |
| Populație | 854  | 787  | 807  | 790  | 875  | 894  |